# Metropolitan Street Tramways
Die Metropolitan Street Tramways Company war ein Betreiber von Pferdebahnen im Süden Londons im Rahmen des größeren Netzes der Straßenbahn London. Die Gesellschaft betrieb von 1870 bis 1873 normalspurige Strecken mit einer Gesamtlänge von neun Kilometern von der Westminster Bridge und dem St George’s Circus am Kennington Park vorbei nach Brixton und Clapham.

## Geschichte
Bereits 1861/1862 bestand von der Westminster Bridge bis Kennington Park eine von George Train gebaute Pferdebahn. Aufgrund der verwendeten Schienen, die über die Straßenfläche ragten und so zur Gefahr für andere Verkehrsteilnehmer wurden, musste diese Bahn wieder abgebaut werden. Die Bebauung entlang der Strecke rechtfertigte jedoch eine Straßenbahn, sodass 1869 die Metropolitan Street Tramways Company eine Konzession für diese und weitere Strecken beantragte. Genehmigt wurden letztlich am 12. Juli 1869 nur drei Strecken, die bis 1871 gebaut wurden. Am 10. August 1870 erhielt die Gesellschaft eine zweite Konzession für mehrere Streckenabschnitte, von denen nur einer gebaut wurde, nämlich die Verlängerung zur Westminster Bridge. Am 2. Mai 1870 eröffnete die Gesellschaft ihre erste Strecke, die damit von Trains stillgelegten Pferdebahnen abgesehen die erste Straßenbahn in London war.
Im Einzelnen wurden die Strecken wie folgt eröffnet:
| Datum              | Strecke                                                                                                  |
| ------------------ | --- |
| 2. Mai 1870        | Kennington, The Horns (Kennington Park Road / Brixton Road) – Brixton Road – Brixton, Gresham Road       |
| 5. Oktober 1870    | Kennington Road/Westminster Bridge Road – Kennington Road – Kennington Park Road – Kennington, The Horns |
| 5. Oktober 1870    | Brixton, Gresham Road – Brixton Road – Brixton, Acre Lane                                                |
| 22. Oktober 1870   | Westminster Bridge – Westminster Bridge Road – Westminster Bridge Road/Kennington Road                   |
| 7. Dezember 1870   | Kennington Park Road/Brixton Road – Clapham Road – Stockwell, Swan (Clapham Road / Stockwell Road)       |
| 1. Mai 1871        | Stockwell, Swan – Clapham Road – Clapham High Street – Clapham Common, The Plough                        |
| 21. August 1871    | Brixton, Acre Lane – Brixton Hill – Brixton, Water Lane                                                  |
| 11. September 1871 | St. George’s Circus – Lambeth Road – Lambeth Road / Kennington Road                                      |

Das Depot der Bahn befand sich in Brixton. Die genaue Lage ist nicht bekannt, vermutet wird jedoch ein Grundstück in der Canterbury Road (heute Canterbury Crescent), da hier für die 1880er Jahre das Bestehen einer Betriebsstrecke bekannt ist. Am 28. Juli 1873 wurde die London Tramways Company ermächtigt, die Metropolitan Street Tramways und die Pimlico, Peckham and Greenwich Street Tramways aufzukaufen, die damit aufhörten zu existieren. Einige der konzessionierten, aber bisher nicht ausgeführten Strecken wurden dann durch den neuen Betreiber gebaut. Die Strecken der Metropolitan Street Tramways wurden später zu einem Kernstück des südlichen Londoner Straßenbahnnetzes und waren bis 1951 (Clapham) bzw. 1952 (Brixton) in Betrieb.

## Fahrzeuge
Die Fahrzeuge waren doppelstöckig mit offenem Oberdeck. Es wurden verschiedene Typen eingesetzt, die von mindestens vier verschiedenen Herstellern geliefert wurden, nämlich die Starbuck Car and Wagon Co. Ltd. aus Birkenhead, Metropolitan Railway Carriage and Wagon Co. Ltd. aus Birmingham, eine Firma in Dänemark und die John Stephenson Car Company in den USA.